# Píseň tvorstva
Pán tvorstva (někdy uváděná jako Laudes Creaturarum - Chvála stvoření, Píseň bratra Slunce atd.) je duchovní píseň složená sv. Františkem z Assisi. Je psána hrubými, rýmovanými či asonujícími verši ve středověkém hovorovém umbrijském dialektu italštiny, obsahuje ale řadu latinských a francouzských slov. Jde o jedno z prvních literárních děl psaných v italštině. Byla napsána patrně v průběhu roku 1224 v San Damianu, kde se sv. František léčil ze své nemoci. Píseň shrnuje a vyjadřuje Františkovu spiritualitu a pokoru, jde o chválu Pána, využívající jednak tradiční biblická epiteta, a jednak originální "chválu Boha skrze všechna jeho stvoření". V jednotlivých slokách jsou tedy oslovováni a chváleni "pan bratr Slunce, sestra Luna s hvězdami, bratr Vítr, sestra Voda, bratr Oheň, matka Země", dále "ti, kteří pro Tvou lásku odpouští" a nakonec "sestra Tělesná smrt".
Báseň byla mnohokrát zhudebněna, v českém překladu například Pavlem Helebrandem v jeho vánoční zpěvohře Jesličky svatého Františka. Český skladatel Ludvík Vítězslav Čelanský napsal na její námět symfonickou báseň Hymnus slunci (1919). V původním italském originále pak modlitbu zhudebnil Petr Eben pod názvem Cantico delle creature (1987).
Ruská skladatelka Sofia Gubajdulina napsala inspirovaná touto modlitbou koncertantní skladbu pro violoncello a ansámbl The Canticle of the Sun (1997) k sedmdesátinám Mstislava Rostropoviče.
Parafráze této písně je pak součástí českého katolického kancionálu pod č. 909 Nejvyšší a mocný z vydání roku 1986 v zhudebnění J. Adamce.
V roce 2017 měla premiéru Symfonie č. 6 Pavla Zemka-Nováka zhudebňující variantu Chvály stvoření v piemontské variantě textu.